# Groucho und ich

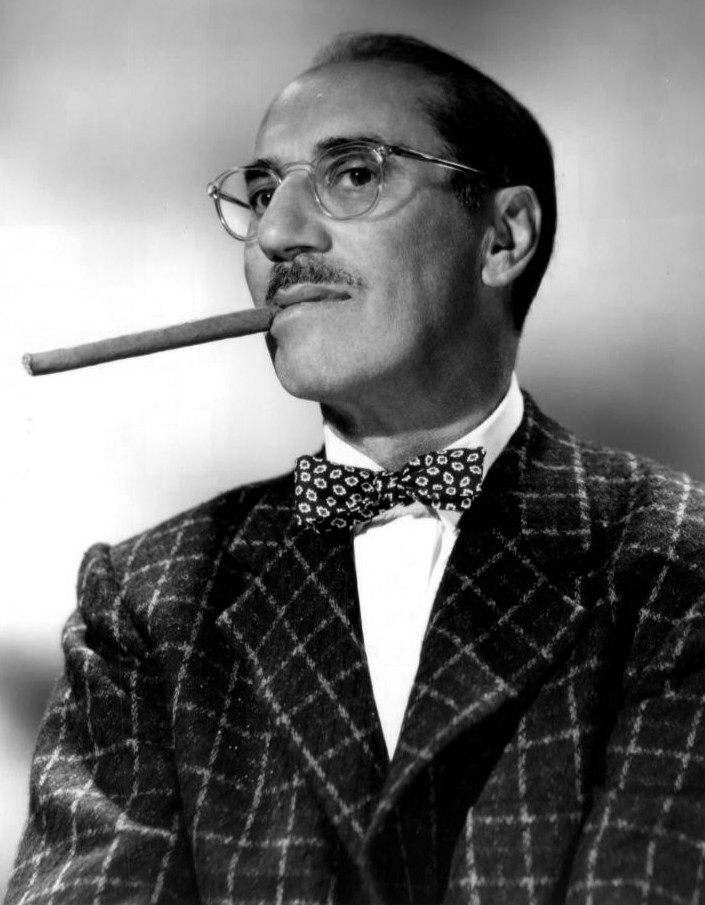
Groucho Marx im Jahr 1958, ein Jahr vor dem Erscheinen seiner Autobiografie

Groucho und ich (auch Schule des Lächelns (1961); engl. Original: Groucho and Me) ist die Autobiografie des US-amerikanischen Schauspielers und Entertainers Julius Henry „Groucho“ Marx (1890–1977), die 1959 in englischer und ab 1961 auch in deutscher Sprache erschien.
Marx’ Aufstieg from rags to riches und die künstlerische Entwicklung und Stilfindung der Marx Brothers werden von ihm in der für ihn typischen, absurd humorvollen Weise erzählt: Ereignisse und Situationen aus seiner Jugend in einem Elternhaus mit stetiger Geldknappheit, die frühen, harten Jahren beim Varieté, die Erfolge der Marx Brothers auf den Bühnen am Broadway, in der Filmindustrie in Hollywood, und schließlich seine Solokarriere nach dem Krieg beim Radio und im Fernsehen.
Marx beschreibt auch selbstironisch seine Schwächen, Leidenschaften, Vorlieben, Weltanschauungen und Meinungen zu kontroversen Themen, beispielsweise Prostitution, und gibt Einblicke in sein Privat- und Familienleben mit seinen Ehefrauen und Kindern.

## Autobiografie

### Widmung
Groucho Marx widmete dieses Buch Robert Benchley, George S. Kaufman, Ring Lardner, S. J. Perelman, James Thurber und E. B. White, den seiner Ansicht nach „sechs Meistern … der weisen und witzigen Worte“.

### Vorwort

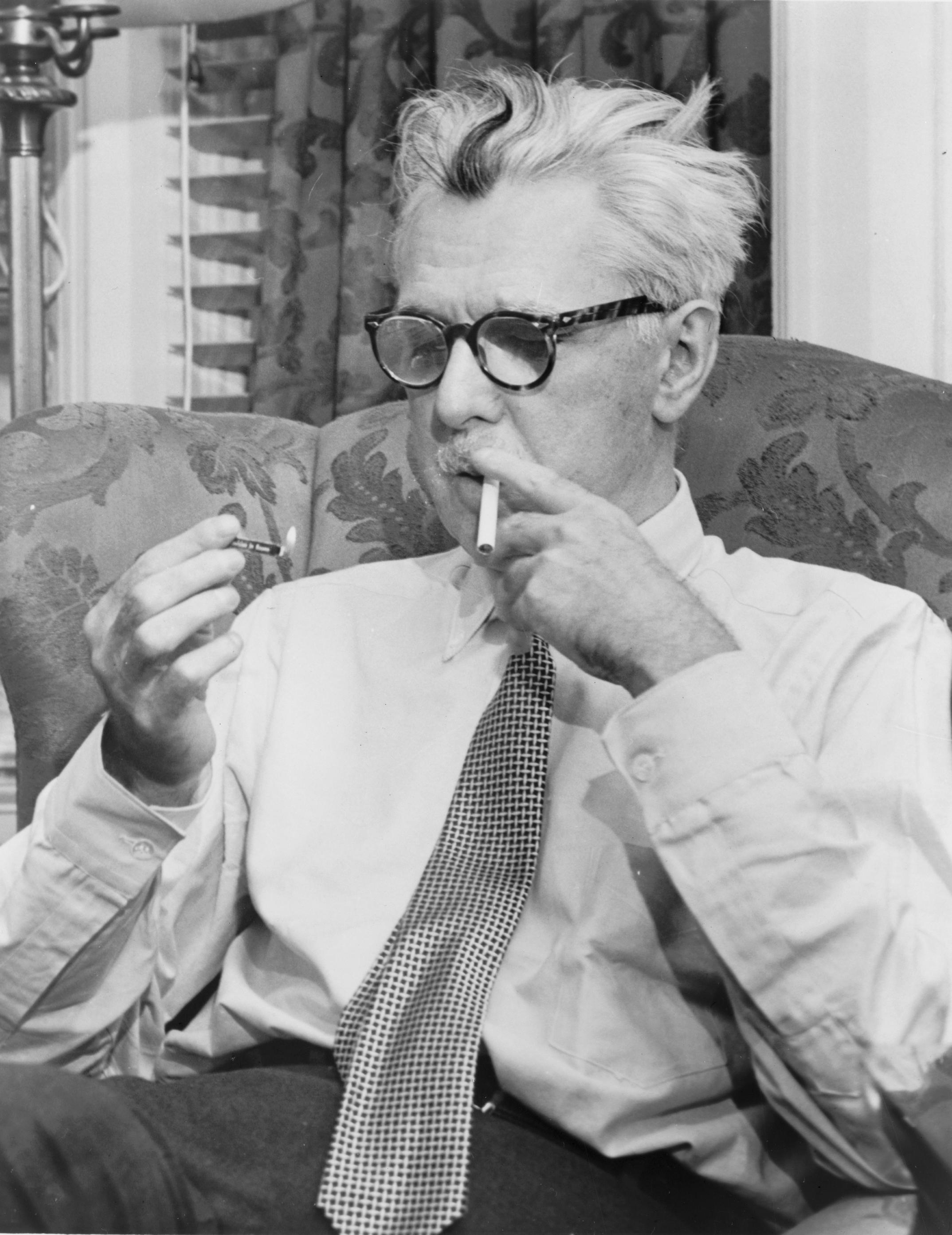
James Thurber (1945)

James Thurber (1894–1961) schrieb das Vorwort. Dem Buchtitel entsprechend spielt er mit den beiden Persönlichkeiten des Schauspielers und erzählt, wie er zuerst Julius Henry Marx und später Groucho kennenlernte. Das Buch zeige nicht nur „die vergnüglichen Seiten der Beschwerlichkeit, sondern auch die beschwerlichen Seiten des Vergnügens“. Thurber schließt mit den Worten: „[es] ist ein wichtiger Beitrag für die Geschichte des Showbusiness und die Saga der amerikanischen Comedy und Komödianten, Humoristen und Komik.“

### Übersicht
Die englische Version umfasst 28 Kapitel. Die erste deutsche Übersetzung von Ursula von Wiese aus dem Jahr 1961 lässt teilweise Text weg und fasst Kapitel zusammen; die zweite Übersetzung von Sven Böttcher (1995) orientiert sich eng am Original. Um einen Teil von Grouchos Wortwitz zu erhalten, sind die Titel der Kapitel hier im Artikel in Englisch angegeben. Darunter stehen die deutschsprachigen Titel, sowohl der Sanssouci-Ausgabe (1961) als auch der btb-Ausgabe (1995).
Das erste Kapitel fungiert als Einleitung, als Rechtfertigung des Autors. In den Kapiteln 2 bis 5 erzählt Marx von seiner Jugend in dem teilweise chaotischen elterlichen Haushalt um die Jahrhundertwende in New York. In den Kapiteln 6 bis 12 unternimmt der jugendliche Julius – später auch zusammen mit seinen Brüdern – erste Versuche und die Brüder etablieren sich beim Varieté.
Mit dem Erfolg von I’ll Say, She Is! (1924; Kapitel 13) erreichen die Marx Brothers Berühmtheit und ersten Reichtum, der aber durch den Börsenkrach von 1929 wieder geschmälert wird (Kapitel 14 bis 17). Die beiden nächsten Kapitel behandeln die Zeit der Marx-Brothers-Filme in Hollywood.
In den Kapiteln 20 bis 27 hadert der nun erfolgreiche Schauspieler mit seiner Umgebung, gesteht Schwächen, Leidenschaften und Abneigungen ein, und berichtet Familiengeschichten aus dieser Zeit.
Im letzten Kapitel beschreibt er seine aktuelle Situation und die Freude, die er als bekannte Fernsehpersönlichkeit, seiner letzten Station als Künstler, hat.
Der Name „Delaney“ zieht sich als Running Gag durch mehrere Kapitel: Wenn immer Groucho aus Gründen der Diskretion – oder aus Sorge vor einem Prozess – einen Namen in einer Geschichte verschleiern möchte, bezeichnet er eine Person, ein Unternehmen oder einen Club als „Delaney“. Einige dieser Delaneys klärt Groucho selber auf, andere wurden durch Sven Böttcher recherchiert.

#### Inhalt
1. Why Write when You Can Telegraph Your Punches?

Wozu schreiben, wenn man Witze telegraphieren kann? (1961); Wozu schreiben, wenn man seine Witzchen telegraphieren kann? (1995).
Groucho hadert mit der Tatsache, dass ihn sein Verleger zu einem weiteren Buch überredet hat und auch mit der speziellen Schwierigkeit, eine Autobiographie zu schreiben. Niemand sei daran interessiert – und es gäbe doch bereits soviele andere Bücher. Über Kochbücher kommt er zu Mausefallen und Agrarsubventionen – und wie die Vermeidung dieser dem Verkauf von Groucho and Me nützlich sein könnte.
Er bereitet den Leser darauf vor, dass „90 % von 90 % des Buches frei erfunden“ sei. Er könne zwar eine authentische Autobiografie schreiben, doch die dürfte dann erst nach seinem Tode veröffentlicht werden – was ihm aber dann nicht mehr nütze. Abschließend rät er, vielleicht besser doch einfach „ein Lexikon zu lesen oder Obstbäume zu beschneiden“, statt sich mit diesem „Groucho-Ersatz“ abzugeben.
2. Who Needs Money (We Did)

Wer braucht Geld? (Wir brauchten es wirklich) (1961); Besser Kleingeld als kein Geld (1995).

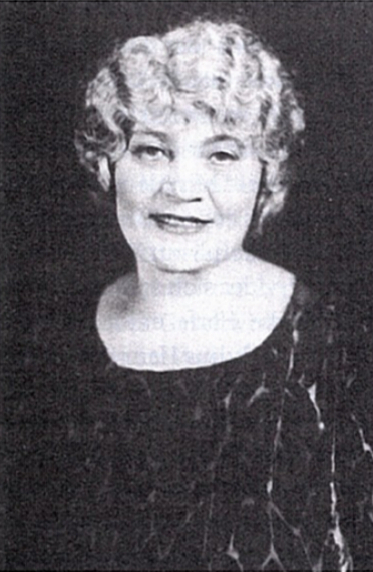
Minnie Marx (vor 1923)

Groucho erzählt von seiner Jugend mit vier Brüdern und „einem ständigen Strom armer Verwandter“ in einem Haushalt mit chronischer Geldknappheit und häufigen Umzügen im Osten von New York. Seine Mutter Minnie bezeichnet er als das Zentrum und den Zusammenhalt der Familie, die auch Ratgeberin für Nachbarn und Freunde war und die beispielsweise eine Ehe einfädelte, deren Planung bis zur völlig chaotischen Hochzeit beschrieben wird.
Seinen Vater Simon charakterisiert Groucho als lebenslustigen, begeisterten, aber unfähigen Kartenspieler und den „unfähigsten Schneider, den Yorkville je hervorgebracht hat“. Zum Beleg folgen zwei Erzählungen: Die des Anzugs für den reichen, dicken Konditor Stookfleisch, dessen Hose vor der Auslieferung von Chico in die Pfandleihe gebracht wurde, und die der 50-US$-Investition in eine Hosenbügelmaschine für 800 US$, die am Ende niemand brauchte.
3. Home is Where You Hang Your Head

Gemütlich ist’s, daheim zu sein (1961); Trautes Heim, allein: kein Glück (1995)
Die Großeltern waren im Alter von etwa 50 Jahren in die USA eingewandert und lebten zusammen mit der Familie. Louis „Lafe“ Schönberg war Bauchredner gewesen, liebte Whiskey (aus Rückständen einer Brennerei) und rauchte zeitlebens Zigarren und Pfeife („die Düfte verbreitete, als ob dicke, alte Unterwäsche in einem feuchten Keller verbrannt würde“), bis er im Alter von 101 Jahren starb. Da er kein Englisch sprach, reparierte er Schirme. Seine Frau Fanny war eine jodelnde Harfenspielerin, auf deren Harfe sich Harpo das Spielen beibrachte. Harpo war „der solide Mann der Familie“, der freiwillig Klavierspielen übte, während Chico, der eine große Begabung für Mathematik hatte, nur an Karten- und Würfelspielen und Pferdewetten interessiert war, wobei für ihn die Kombination von mobilem Familienbesitz mit einer in der Nähe gelegenen Pfandleihe eine bedeutende Rolle spielte. Chico konnte nur mit Gewalt zum Klavierüben gezwungen werden.
Den Abschluss bilden die Beschreibungen einer Schiffsfahrt von Groucho (5) und Chico (8) mit Minnie (30) nach Europa – wobei sie wegen ihres Aussehens von einem Pferdehändler bedrängt wurde – sowie die Kleidungs- und Haarfärbegewohnheiten von Minnie Marx.
4. Out on a Limb of My Family Tree

Auf einem Ast meines Stammbaums (1961); Auf einem morschen Ast meines Stammbaums (1995)

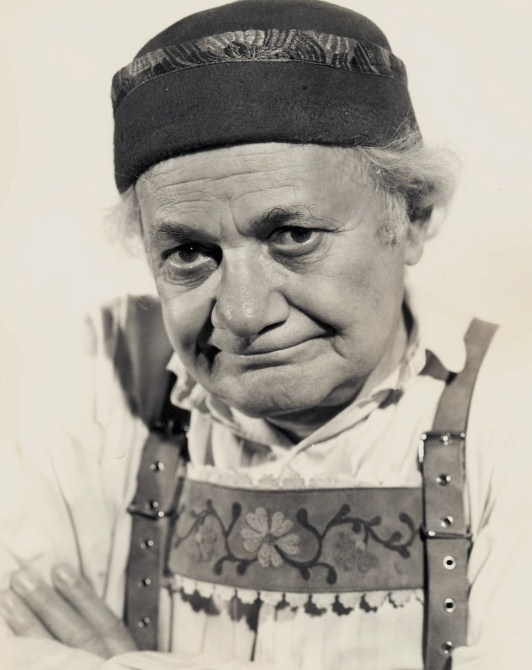
Al Shean (1940), Grouchos Lieblingsonkel

Groucho erläutert, wie er zu den Vornamen „Julius“ und „Henry“ kam: Beide lassen sich auf zwei beruflich erfolglose Onkels und eine unergiebige Erbstrategie seiner Mutter Minnie zurückführen. Ein weiterer Onkel, Dr. Carl Krinkler, war Hühneraugenoperateur und saß fünf Jahre wegen Brandstiftung im Gefängnis. Grouchos erfolgreichster (und Lieblings-)Onkel war Al Shean (1868–1949), der Bruder von Minnie, der im Showgeschäft erfolgreich am Vaudeville-Theater und als Filmschauspieler war. Zudem war er eine imposante Erscheinung, erschien bei Familienbesuchen in Frack und Zylinder und warf beim Abschied den Nachbarskindern eine Handvoll Nickels zu – ein glamouröses Verhalten, das Groucho mit dem „Showbusiness-Virus“ infizierte und davon abbrachte, Medizin zu studieren.
5. My Youth – and You Can Have it

Meine Jugend – die ich gerne hergebe (1961); Meine Jugend – die kriegen Sie geschenkt (1995)
Grouchos Jugendgeschichten handeln von magerem Taschengeld, Jawbreakers (wo man sie verstecken sollte – und wo nicht), einem knickrigen Lehrer, dem man das Essen holen „durfte“, der allerersten Liebe im Alter von zwölf Jahren („Lucy … Zähne so ebenmäßig wie die Körner an einem gesunden Maiskolben“) – und wie Makronen für 5 Cent und ein Schneesturm diese Liebe zerstörten, warum Chico, Harpo und er selber im Abstand von jeweils zwei Jahren die exakt selbe Bar-Mitzwa-Rede hielten, und wie er danach die Schule verließ, um als Bürohilfe für 3,50 US$ die Woche zu arbeiten, aber dann wegen fehlender Anwesenheit entlassen wurde – und wieder zur Schule ging.
6. Have Nothing, Will Travel

Wenn man eine Reise tut (1961); Was man nicht im Geldbeutel hat, muß man in den Beinen haben (1995)
Der 15-jährige Julius verließ die Schule und wurde nach einem Vorsingen für Varieté-Vorstellungen in Grand Rapids engagiert. Während der Vorstellung musste er Frauenkleider tragen und als Robin Larong, der die Nummer konzipiert hat (und auch Frauenkleider trug), nach wenigen Vorstellungen spurlos mit den Einnahmen verschwand, stand Julius ohne Geld auf der Straße. Er verkaufte sein Kostüm, hatte einige Stunden lang eine Anstellung als Kutscher und kehrte – als ihm seine Mutter Geld schickte – nach Hause zurück. Dort erhielt er sein zweites Engagement als Pausensinger für die wunderschöne, aber unbegabte Engländerin Irene Furbelow. Auch diese Theatererfahrung verlief unerwartet: Furbelow gibt Julius ein Rückfahrticket nach New York und brennt mit einem Löwenbändiger – und Julius’ Gage von 65 US$ – durch. Eine weitere Anstellung als Perückenreiniger bei Heppner am Broadway kündigte er nach einer Woche.
7. The First Act is the Hardest

Der erste Akt ist der schwerste (1961); Beim ersten Akt tut’s immer weh (1995)
Chico verlor seinen Hoteljob als Klavierspieler (abends) und Rettungsschwimmer (tagsüber), als er beinahe zusammen mit einem Gast ertrank. Danach folgte eine Anstellung in einer Firma, die Löschblätter herstellte. Als Chico seinen Wochenlohn (4 US$) verspielt hatte und nicht zu den Familienfinanzen beitragen konnte, überreichte er stattdessen seinen Eltern am Wochenende 4.000 Löschblätter.
Harpo verlor seinen Lieferjungenjob bei einem Metzger, nachdem er sich selber zu sehr an einer Lieferung bedient hatte. In einer Anstellung als Page – Groucho erklärt ausführlich, wofür Hotelpagen früher standen – entlief ihm das Haustier der englischen Tragödin Cecilia Langhorne, ein junger Panther, der zuerst einen Hund tötete und dann selber getötet wurde.
Zu diesem Zeitpunkt ergriff Minnie Marx die Initiative, steckte ihre vier Teenager-Jungen in Matrosenanzüge und verschaffte ihnen als Gesangsgruppe The Four Nightingales (Die vier Nachtigallen) Engagements, was sich über vier Jahre als mehr oder weniger erfolgreich erwies. Nur eine einzige Vorführung, in der auch Minnie und ihre 55-jährige Schwester als Schulmädchen auftraten, fiel dabei aus dem Rahmen.
8. A Wand'ring Minstrel, I

Ich bin ein fahrender Sänger (1961); Ein fahrender Spielmann bin ich (1995)
Groucho beginnt das Kapitel mit einem Diskurs über die Bedeutung der Komik und wie er langsam in die Rolle des Komikers hineinwuchs, als sich bei ihm und seinen Brüdern nach dem Stimmbruch die Gesangsstimmen verschlechterten. Zusammen führten sie das harte Dasein der Varietékünstler und kleinen Schauspieler, deren Leben sich zwischen billigen, überfüllten Pensionen und schmuddeligen Umkleideräumen in Kellern abspielte bei bis zu fünf Vorstellungen pro Tag in sogenannten „10-Cent-Varietés“ und ohne gewerkschaftlichen Schutz: „Was Heinrich der Achte der englischen Geschichte und Torquemada der Spanischen Inquisition bedeutete, das war der Theaterdirektor fürs Varieté.“ Dazu kam das geringe Ansehen der fahrenden Künstler bei der Stadtbevölkerung, das aber teilweise auch durch das Verhalten einiger Schauspieler verursacht wurde.
Kurz vor Weihnachten gerieten die Brüder wegen einer Geldstrafe – Groucho hatte hinter der Bühne geraucht – mit einem Theaterdirektor in Konflikt und traten 15 Minuten vor der Vorstellung in einen „Streik“. Harpo verhandelte den Kompromiss, dass beide Seiten je 5 US$ an die Heilsarmee zu zahlen hatten. Die Rache des Theaterdirektors: Als ihr Engagement beendet war, erhielten sie ihre Gage, 895 US$, in Säcken voller Kleingeld.
9. A Slight Case of Auto-eroticism

Ein leichter Fall von Auto-Erotik (1961, 1995)

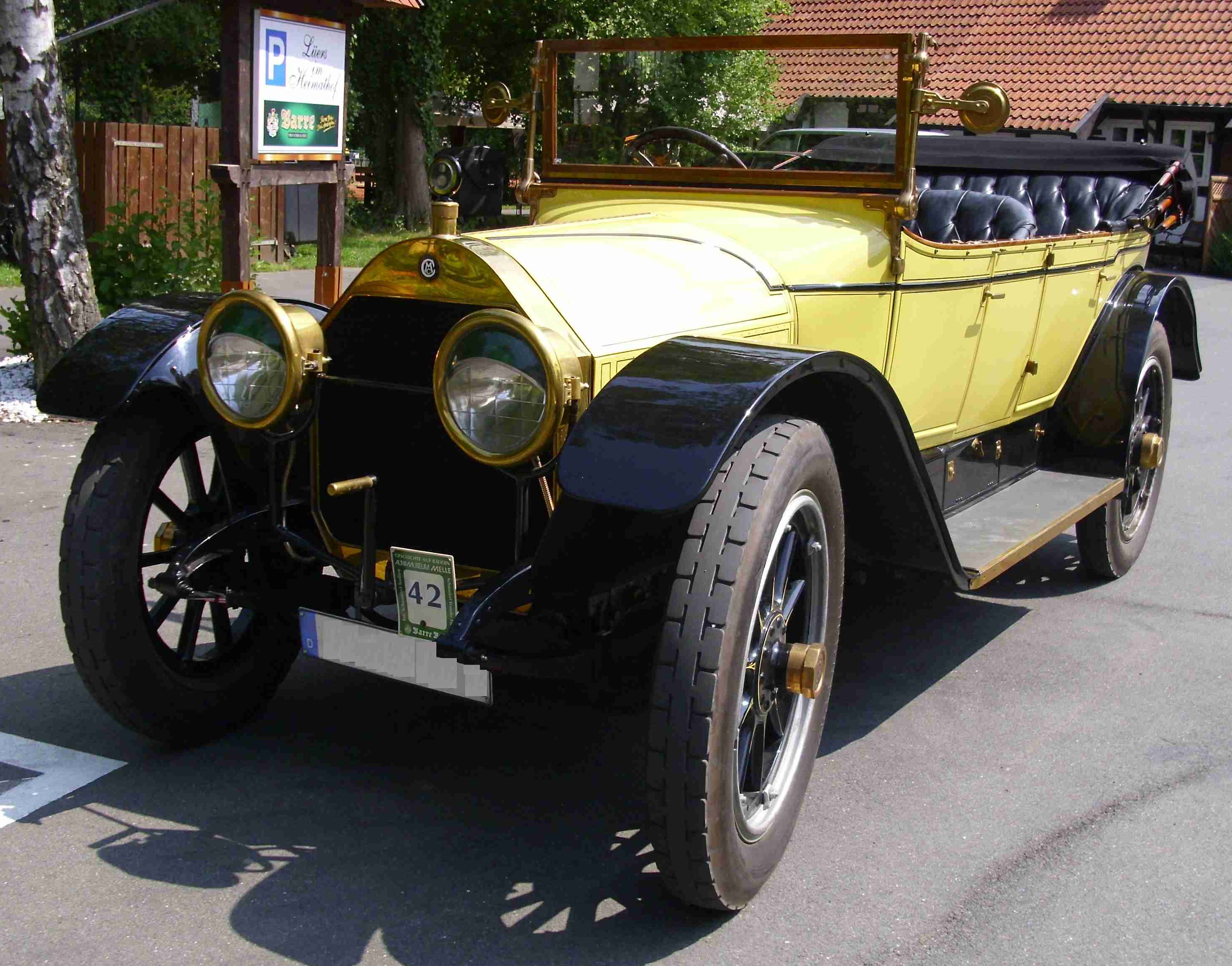
Ein Chalmers von 1913

Um 1910 zog die ganze Familie nach Chicago. In den Sommermonaten von Juli bis September waren die Theater wegen der Hitze geschlossen. Um leichter ihre Freundinnen besuchen zu können, kauften Groucho und Gummo für 200 US$ einen offenen Chalmers, der aber in schlechtem Zustand war und am entscheiden Abend nicht anspringen wollte. Auch der mechanisch begabte Zeppo konnte (d. h. wollte) ihn nicht reparieren und die beiden „Romeos“ nahmen die Hochbahn. Danach fuhr der Wagen wieder, verbrauchte aber ungewöhnlich viel Benzin, und den Brüdern fiel auf, dass immer bevor Zeppo ein Rendezvous hatte, ihnen der Wagen Startschwierigkeiten bereitete (Zeppo entfernte an diesen Tagen kurzzeitig ein Zündungsteil und verwendete den Wagen dann bei Abwesenheit seiner Brüder selber). Schließlich verkauften sie den Wagen für 100 US$ an Zeppo, der ihn komplett instand setzte – und ihn dann für 2 US$ pro Tag an seine Brüder vermietete.
Weitere Episoden betreffen einen Scripps-Booth, der während der Fahrt seine Stößel – und später (durch einen automatischen Türöffner) auch Grouchos Herzensdame – verlor, und einen nagelneuen Studebaker, der in Philadelphia in einer Theaterpause geliefert wurde und der, nachdem Groucho ihn in einem Napoleonskostüm probegefahren hatte, gestohlen wurde.
10. Tank Towns, Ptomaine and Tomfoolery

  Manchmal kommt es anders (1961); Nester, Nahrungsnot und Narreteien (1995)
Lehrreich erzählt Groucho, dass während einer Tournee im Orpheum Circuit ein Kollege aus Sparsamkeit nur in den billigsten Restaurants aß; als „Geheimrezept“ nahm er nach jeder Mahlzeit zwei Löffel Soda zu sich. Einige Jahre später las Groucho in dessen Nachruf, dass er an Nierensteinen verstorben und sein Nachlass 200.000 US$ war.
In einer Pension wurde den Marx-Brothers am Weihnachtsabend das für Stammgäste reservierte Truthahn-Dinner verwehrt – und stattdessen eine Makrele serviert. Nach der Vorstellung durchsuchten sie nachts die Küche, fanden einen halben gebratenen Truthahn und ließen nur Knochen und einen Zettel mit Guess who? zurück.
Ein weiteres Thema ist Grouchos Leidenschaft fürs Rauchen. Die Qualität seiner Zigarren folgte dem Niveau seines Einkommens, und La Preferentia (Slogan: „Smoke La Preferentia. Thirty Minutes in Havanna for Only Fifteen Cents!“) blieb lange Zeit seine Lieblingsmarke.
Die letzte Episode erzählt von einem Flirt mit einer angeblich unverheirateten jungen Dame in Muncie (Indiana), bei dem es sich der etwa 20-jährige Groucho zuerst auf einem Sofa (mit der Dame) bequem machte, dann (ohne die Dame, aber wegen ihres Ehemanns) in einem Kleiderschrank versteckte und schließlich – ebenfalls ohne die Dame – aus vier Meter Höhe aus dem Fenster springen musste.
11. A Homey Essay on Housemanship

  Eine heimelige Abhandlung über männliche Heimlichkeiten (1995)

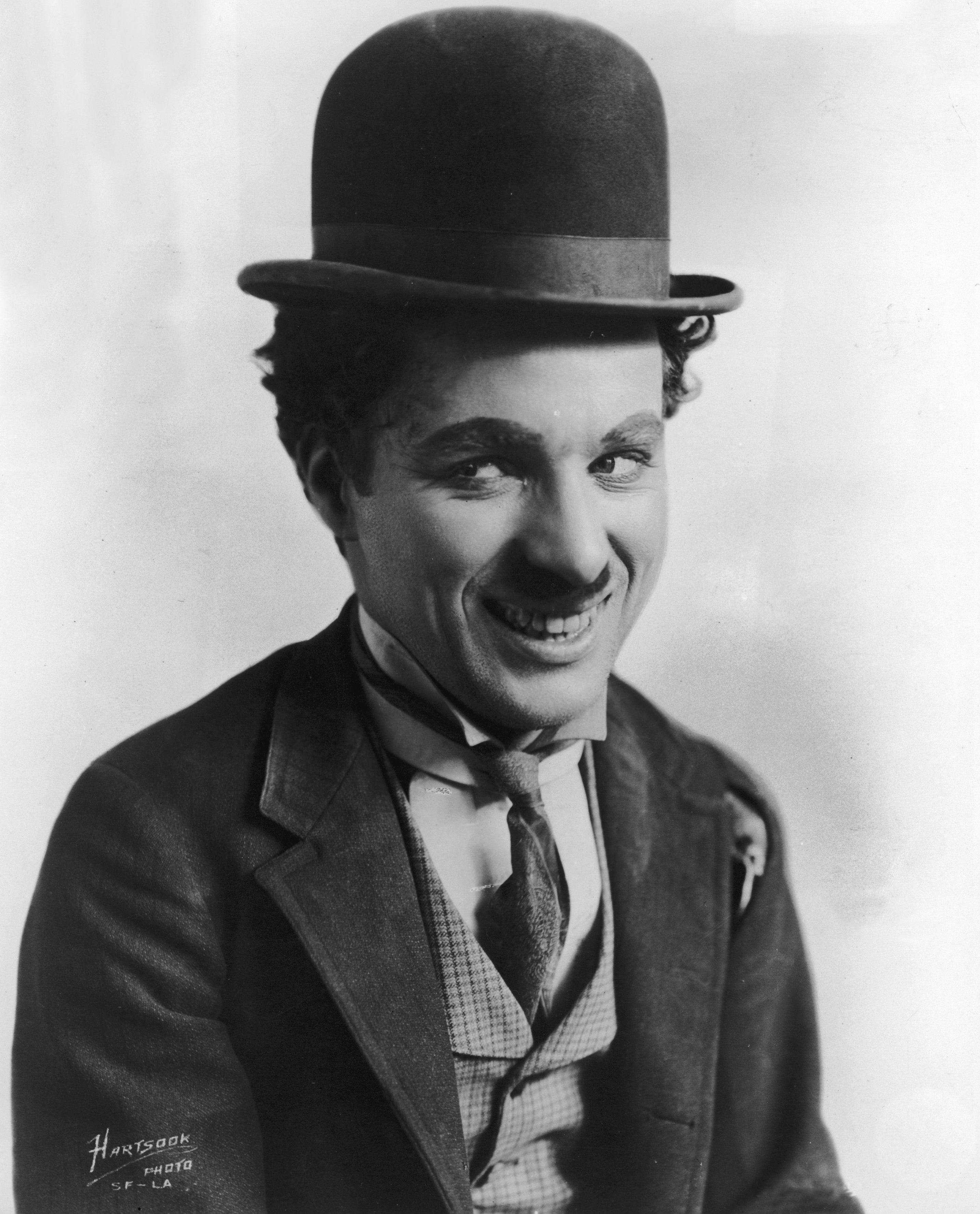
Groucho sah Charlie Chaplin erstmals in dem Einakter Ein Abend im Club.

Im „Sozialleben“ der reisenden Schauspieler spielten einige Institutionen, die sich in allen Städten finden ließen, eine bedeutende Rolle: Die „sporting houses“, in denen die Brüder wegen ihres Gesangs und Klavierspiels gern gesehene Gäste waren, und die Poolhallen, in denen Chico gegen die lokalen „pool sharks“ antrat, um ein paar Dollars zu verdienen.
Während der Pantages-Tournee sah Groucho in Winnipeg zufällig in einem kleinen Theater einen Komiker in dem Einakter Ein Abend im Club: Ein „zierlicher Mann mit Schnurrbärtchen, Spazierstock, Melone und riesigen Schuhen“. Begeistert erzählte er es seinen Brüdern, die die Zeit in einem Spielsalon verbracht hatten. Bald darauf konnten ihn alle Brüder in Vancouver sehen – und waren von Charlie Chaplin begeistert. Sie freundeten sich an und luden ihn in ein Bordell in Salt Lake City ein, aber der scheue, junge Chaplin bevorzugte es, den ganzen Abend mit der Englischen Bulldogge der Besitzerin zu spielen, obwohl Madam durchaus ein Auge auf ihn geworfen zu haben schien. Jahre später, nachdem Chaplin auch in Filmen erfolgreich war, lud er die Marx Brothers zu einem grandiosen Dinner ein.
Am Ende des Kapitels listet Groucho alle die Komiker auf, die seiner Meinung großartig waren, die es aber nie zum Film schafften. Persönlich sieht er Red Skelton als den komödiantischen Nachfolger von Chaplin.
12. Some Clowning That Wasn’t in the Act

  Ulk, der nicht im Text stand (1961); Scherze auf und abseits der Bühne (1995)
Während einer Vorstellung verabredeten sich Groucho und Harpo (pantomimisch) mit zwei jungen Damen. Man erhielt deren Adresse – Harpo ließ sich vom Vorhang bis zur Loge hochziehen und empfing dort einen Zettel – und um nicht ohne Geschenk beim Rendezvous zu erscheinen, kauften die Brüder das Restangebot eines Straßenhändlers: Vier Dutzend Orangen für 40 Cents. Bei den Damen angekommen, verteilte man die Früchte spielerisch durch Rollen über den Boden, was in einer heiß geführten „Orangenschlacht“ endete, bei der auch die jungen Damen mitmachten.
Für den Junggesellenabschied eines Freundes hatten Groucho und Harpo den Plan, sich im Aufzug des Hotels zu entkleiden und nur mit Strohhüten im Adamskostüm beim Öffnen der Aufzugtür einen Auftritt zu geben. Im Eifer und der Aufregung drückten sie den falschen Knopf und die Tür öffnete sich in dem Saal, in dem die Braut mit ihren Freundinnen feierte. Weder Groucho noch Harpo wurden zur Hochzeit eingeladen.
In der Universitätsstadt Williamstown (Massachusetts) stahlen sehr attraktive (aber unbegabte) Zwillingsschwestern den Brüdern auf der Bühne bei den Studenten die Show. Nach der Vorstellung untersuchte Groucho deren Ankleideraum und entdeckte dort „symmetricals“, aufgehängt an einem Haken. Er entwendete diese Ausstaffierungshilfen und am nächsten Abend hatten die Brüder die Bühne für sich allein. Da die Zwillinge aber in Tränen aufgelöst waren, brachte Groucho am nächsten Tag heimlich die symmetricals zurück.
13. Out of Our Little Minds and Into the Big Time

  Es wächst der Mensch… (1961); Nicht mehr recht bei Sinnen, aber gut bei Kasse (1995)
In Ann Arbor verlangten die studentischen Varieté-Besucher am Bühnenausgang so hartnäckig nach den Chorsängerinnen, dass der Direktor die Feuerwehr zu Hilfe rief, die sie mit Wasser verscheuchte.
In Champaign (Illinois) forderte Manny Linden, ein von den Brüdern selber angeheuerter Sänger, der seine Lieder in beliebter Al-Jolson-Manier vortrug, einen größeren Anteil von der Gesamtgage. Des Risikos bewusst warfen ihn die Brüder hinaus und präsentierten Lindens Lieder selber in Kombination mit wildem Slapstick. Der Auftritt war so ein Erfolg, dass das Publikum eine Wiederholung forderte. Groucho bezeichnet diesen Auftritt im Nachhinein als das selbstbewusste Zusammenwachsen der „Marx Brothers“, die ihren Stil gefunden hatten und von nun an selber den Ton angaben.

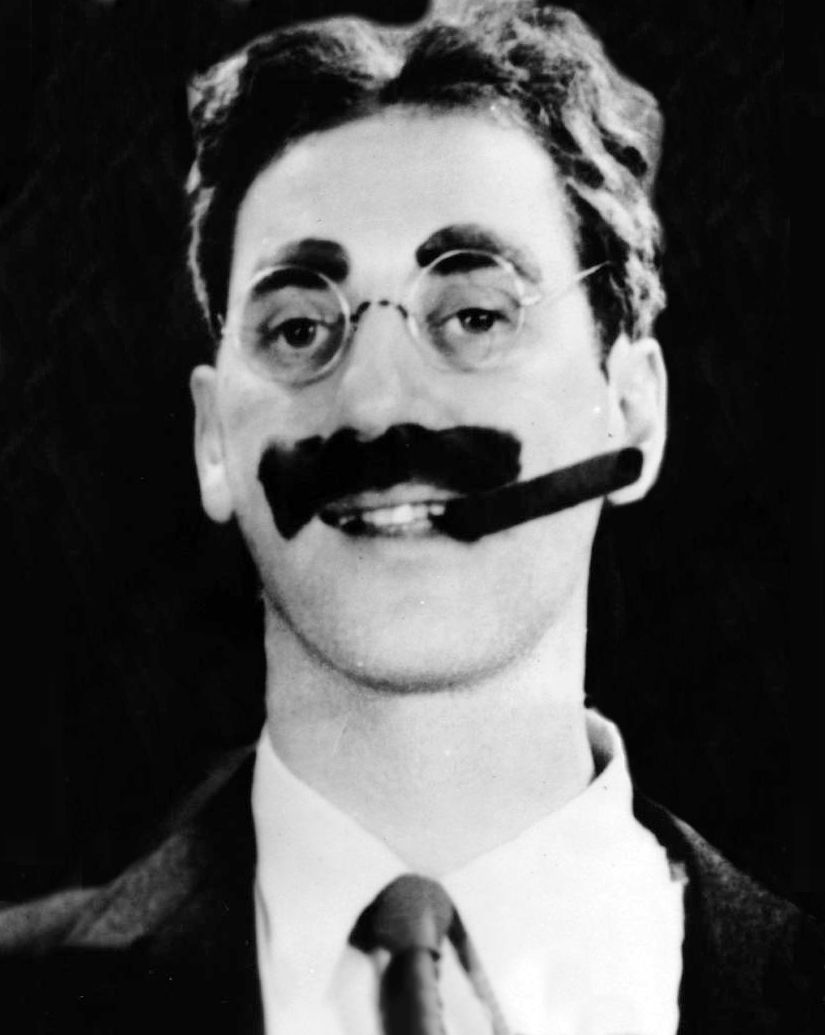
Grouchos späteres Markenzeichen, sein aufgeschminkter Schnurrbart, entstand aus einer „Notsituation“.

Grouchos obligatorischer Schnurrbart entwickelte sich zu einem Problem, da er ihn mehrmals am Tag mit Mastix ankleben und danach wieder schmerzhaft entfernen musste. In New York verpassten die Brüder nach einem zu langen Dinner beinahe den Beginn ihres Auftritts und Groucho improvisierte den Bart mit Schminke. Das Publikum reagierte wie gewohnt mit Stürmen von Gelächter und Groucho hatte sein aufgemaltes Markenzeichen erfunden.
Chicos Selbstbewusstsein und Geschäftssinn trieb die Marx Brothers dazu, eine Broadway-Revue zu wagen. Das Startkapital von 25.000 US$ für I’ll Say She Is! (1924) lieferte Herman Brody, ein Brezel-Fabrikant aus Hackensack (New Jersey) unter der Bedingung, dass seine Freundin Ginny eine Rolle in der Revue bekäme. Die Marx Brothers sorgten für Kulissen und Tänzerinnen mit diesem Minimalbuget. Eine zusätzliche Herausforderung war Ginnys Unmusikalität. Bei der wegen der Kritiker wichtigen Premiere wurde Ginny durch einen speziellen Trank außer Gefecht gesetzt. In späteren Vorstellungen bekam sie teilweise mehr Lacher als die Komiker und verließ bald darauf das Ensemble mit einem der Tänzer.
14. Rich is better

  Reichtum ist besser (1961); Reich ist besser (1995)
Groucho beschreibt, welchen Einfluss der finanzielle Erfolg von I’ll Say She is! auf die Familie Marx hatte und wie er – ohne Grundschulabschluss – mit dem Artikelschreiben für Zeitschriften begann.
Es folgte die Bühnenversion von The Cocoanuts unter dem Produzenten Sam H. Harris, der dafür auch den Komponisten Irving Berlin (1888–1989) engagierte, dem Groucho einen über Jahre laufenden Running Gag anhängte, indem er bei jedem Treffen mit Irving dessen (von ihm ungeliebtes) Antikriegslied Stay Down Here Where You Belong sang.
In einem Seitenhieb auf Theaterkritiker macht Groucho diese für den derzeitigen (1959) Zustand des amerikanischen Theaters – zu viel Dramatik, zu wenig Komödie – verantwortlich. Er kritisiert auch sehr scharf die Theaterbetreiber in New York City: Kleinlich kontrollierten sie die Theater- und Revueszene und es werden Beispiele gegeben, wie sich die „kleinen Herrscher“ aufführten und aufmüpfige Schauspieler auf „schwarze Listen“ setzten.
Dreimal wurde Groucho im Abstand von mehreren Jahren von einem Freund aus Kindertagen – nun Rechtsanwalt – besucht, der ihm riet, doch endlich mit dem Herumhampeln auf Bühne und im Film aufzuhören und etwas Seriöses auf die Beine zu stellen, wobei er jedes Mal stolz sein Rechtsanwaltgehalt erwähnte. Bei ihrem letzten Treffen verdienten beide etwa 18.000 US$, der Rechtsanwalt jährlich, Groucho wöchentlich (was er aber verschwieg).
15. How I Starred in the Follies of 1929

  Mein grosser Erfolg im denkwürdigen Jahr 1929 (1961); Die Wirren von 1929 und meine Paraderolle darin (1995)
Ab 1926 begann Groucho an der Börse zu spekulieren – was einfach war, da zu dieser Zeit fast jede Aktie im Wert stieg und die Konjunktur boomte. In guten Zeiten verdiente Groucho an der Börse mehr als auf der Bühne – und nahm selbst einen Börsentip von einem Liftboy an. Ob Kollege, Regisseur oder Metzger, jeder machte in dieser Zeit den „Run“ auf die vermutlich besten Aktien mit, bis Groucho im Oktober 1929 von seinem Börsenmakler am Telefon informiert wurde: „Marx, the jig is up!“. Danach war die Leitung tot. Groucho Marx „hatte Glück“: Er verlor bei diesem Börsenkrach „nur“ 240.000 US$, bei einigen seiner Freunde waren es Millionen.
16. White Nights, Why are You Blue?

  Weisse Nächte, warum seid ihr blau? (1961); Alpträume meiner schlaflosen Nächte (1995)
Als Folge des Börsenkrachs wurde das Thema „Schlaflosigkeit“ gesellschaftsfähig und Groucho berichtet dazu einige Episoden aus seinem Umfeld.
Nun galt es, das Konto wieder aufzufüllen. Ein „nach akademischer Bildung mit einem guten Schuss Großindustrie“ aussehender Repräsentant der bekannten „Delaney“-Zigarettenmarke (Old Gold Cigarettes) besuchte Groucho und versuchte, ihn für 1.500 US$ zur Verwendung seines Namens für die Zigarettenwerbung zu überreden. Empört wies Groucho dies zurück und die Summe stieg auf 2.000, dann auf 5.000 US$. Bei 7.500 US$ wurde Groucho schwach und unterzeichnete den Vertrag, worauf sein Verhandlungspartner sofort einen auf 7.500 US$ vorausgefüllten Scheck aus der Jackentasche zog und ihn Groucho überreichte. Überrascht fragte dieser ihn, woher er gewusst habe, dass man sich bei dieser Summe einigen würde – worauf der Mann einen weiteren bereits ausgestellten Scheck über 10.000 US$ aus der Tasche zog und erklärte, dass er bereit gewesen sei, bis zu dieser Summe zu gehen. Dies führte zu weiterer Schlaflosigkeit (aus Ärger über sich selber) bei Groucho – und er sei an diesem Abend auf der Bühne nicht sehr komisch gewesen.
17. Meanwhile, Back at the Ranch House

  Etwas von Weinen, das zum Weinen ist (1961); Was inzwischen auf der Ranch geschah (1995)
Groucho heiratete Ruth Josephine Johnson (1898–1972) und 1921 wurde Arthur Marx geboren. Während dieser Zeit traten die Marx Brothers im Orpheum Theatre in Vancouver auf, die Familie reiste mit. Auf der Rückreise in die USA, in der seit 1920 Prohibition herrschte, wurden zwei Flaschen Whiskey in den langen Gewändern des 3-monatigen Babys versteckt, was Arthur Marx zum „jüngsten Akloholschmuggler in Amerika“ machte.
Vor der Prohibition hatte Groucho keinen Alkohol getrunken, während der Prohibition – er verurteilt den Effekt, den diese Gesetzeserweiterung auf die Kriminalität in den USA und die Qualität des trotzdem konsumierten Alkohols hatte – gehörte Alkohol zum guten Ton jeder Party.
Als Groucho mit Familie in Great Neck (New York) lebte, schlug ihm sein Vater Simon, ein gebürtiger Elsässer, vor, aus Rosinen, Malz und einer Geheimzutat Wein herzustellen. Dieses Vorhaben führte Simon im rattenverseuchten Keller durch. Drei Wochen später, einen Tag vor dem erneuten Besuch von Vater Simon, explodierten nachts die abgefüllten Weinflaschen. Aus Vaters Export-Träumen von „Marx-Wein“ wurde nichts – aber die Rattenplage im Keller war vorbei.
18. They Call it the Golden State

  Man nennt ihn den goldenen Staat (1961); Der sogenannte «Golden State» (1995)
1931 zog die Familie wegen eines Filmvertrages von Great Neck nach Los Angeles. Die Reise von der Ostküste zur Westküste dauerte mit dem Zug mehrere Tage. Hollywood war das Schauspieler-„Märchenland“, der Tonfilm begann sich durchzusetzen und „manche Künstlerinnen kannten die Produzenten viel besser, als es der Gattin vergönnt war“.
Groucho berichtet von einem Schauspielerkollegen „Delaney“, der zwar in Filmen den unerschrockenen Kampfpiloten darstellte, in Wahrheit aber Flugangst hatte, und auf welche Weise dieser Kollege wegen eines Liebesabenteuers die USA an einem Tag von West nacht Ost überquerte  – und wie er in der gleichen Zeit danach wieder zu dringenden Filmarbeiten zurückgebracht werden musste.
Marx Brothers mit „Gorilla“ (At the Circus, 1939) 

(Bitte Urheberrechte beachten)
Den Dreharbeiten zu At the Circus (1939) gingen Schwierigkeiten voraus, da man unbedingt einen Gorilla brauchte, es zwar zwei trainierte Gorillas in Hollywood gab, beide aber über Jahre ausgebucht waren. Man suchte deshalb den Kontakt mit dem Agenten eines Gorilladarstellers, der aber, wie sich herausstellte, kein Gorillakostüm besaß. Schließlich fand man einen Agenten, „der ein Gorillakostüm vertrat“, dem aber der dazugehörige Gorilladarsteller fehlte. Die Verhandlungen mit beiden Agenten waren nicht einfach, da beide Agenten „die Interessen ihrer Klienten vertraten“. Am Drehtag war es neben der Aufheizung durch die Scheinwerfer zusätzlich sehr heiß, wodurch der Darsteller in dem ungewohnten Gorillakostüm erst ohnmächtig wurde und sich danach weigerte, ohne Frischluftzufuhr in diesem Kostüm weiter zu arbeiten. Doch Marx zufolge wurden ungewöhnliche Lösungen gefunden, die die berühmte finale Gorilla-am-Trapez-Szene des Films ermöglichten.
19. Inside Hollywood

  Im Innern von Hollywood (1961); Hollywood intern (1995)

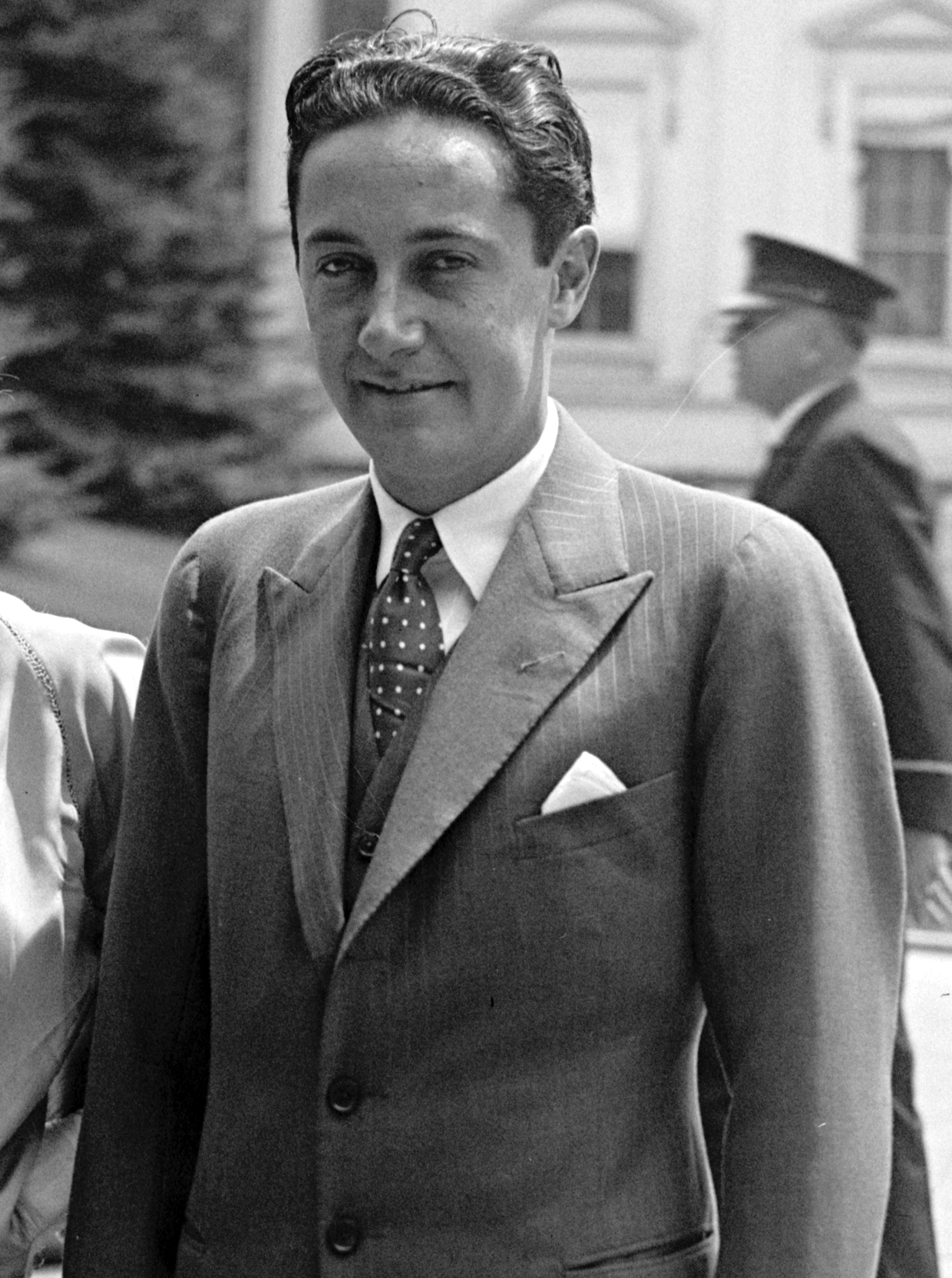
Nach Groucho muss der Filmproduzent Irving Thalberg, hier 1929, als „Genie“ bezeichnet werden.

Groucho beschreibt das Genie des Filmproduzenten Irving Thalberg (1899–1936) und welch skurrilen Umgang die Marx Brothers während der Dreharbeiten zu den beiden sehr erfolgreichen Filmen A Night at the Opera (1935) und A Day at the Races (1937) mit ihm pflegten.
Andere Produzenten und Studiobosse, alle mit dem Namen „Delaney“ (B.P. Shulberg, Paramount; Herman Mankiewicz) belegt, machten mit ihrer Oberflächlichkeit, Inkompetenz, Klatschsucht, Boshaftigkeit, ihrem cholerischen Temperament und Alkoholkonsum und – in einem Falle – mit ihrer Verehrung und Zitatkompetenz bezüglich Abraham Lincoln einen weit weniger guten Eindruck auf Groucho.
Besondere Hervorhebung erhalten auch die Warner Brothers, deren Rechtsabteilung wegen der Rechte an Casablanca (1942) den Marx Brothers untersagen wollte, den Titel A Night in Casablanca (1946) für einen Film zu verwenden. Groucho gibt den Briefwechsel wider, in dem er völlig absurde Szenarien abruft und sein Spiel so weit treibt, dass Warner Brothers schließlich aufgibt und einfach nicht mehr antwortet.
Aus der Art und Weise wie Groucho den Ablauf der folgenden Filmarbeiten beschreibt, wird klar, dass der damals 56-Jährige mit A Night in Casablanca seine Filmkarriere beenden wollte.
20. Come Back Next Thursday with a Specimen of Your Money

  Dilemma eines Patienten (1961); Patient am Scheideweg (1995)
Groucho nimmt sich die Berufsgruppe der Ärzte vor – konkret: Allgemeinmediziner, Allergologen, Chiropraktiker, Osteopathen, Gynäkologen, Proktologen und Zahnärzte – die sich hinter „verblüffenden Pseudonymen“ verstecken, alle nur auf das Geld der Patienten aus sind (… damit sie teure Wagen fahren können), offen sadistische Neigungen hegen und hauptsächlich damit beschäftigt sind, „ihre Sprechstundenhilfe zu röntgen, die sich durch einen seltsamen Zufall als ein sehr schönes Mädchen mit Maßen wie Sophia Loren entpuppt“.
21. Why Do They Call it Love When They Mean Sex?

  Warum nennt man es Liebe, wenn man Erotik meint? (1961); Warum von Liebe sprechen, wenn man Sex meint? (1995)

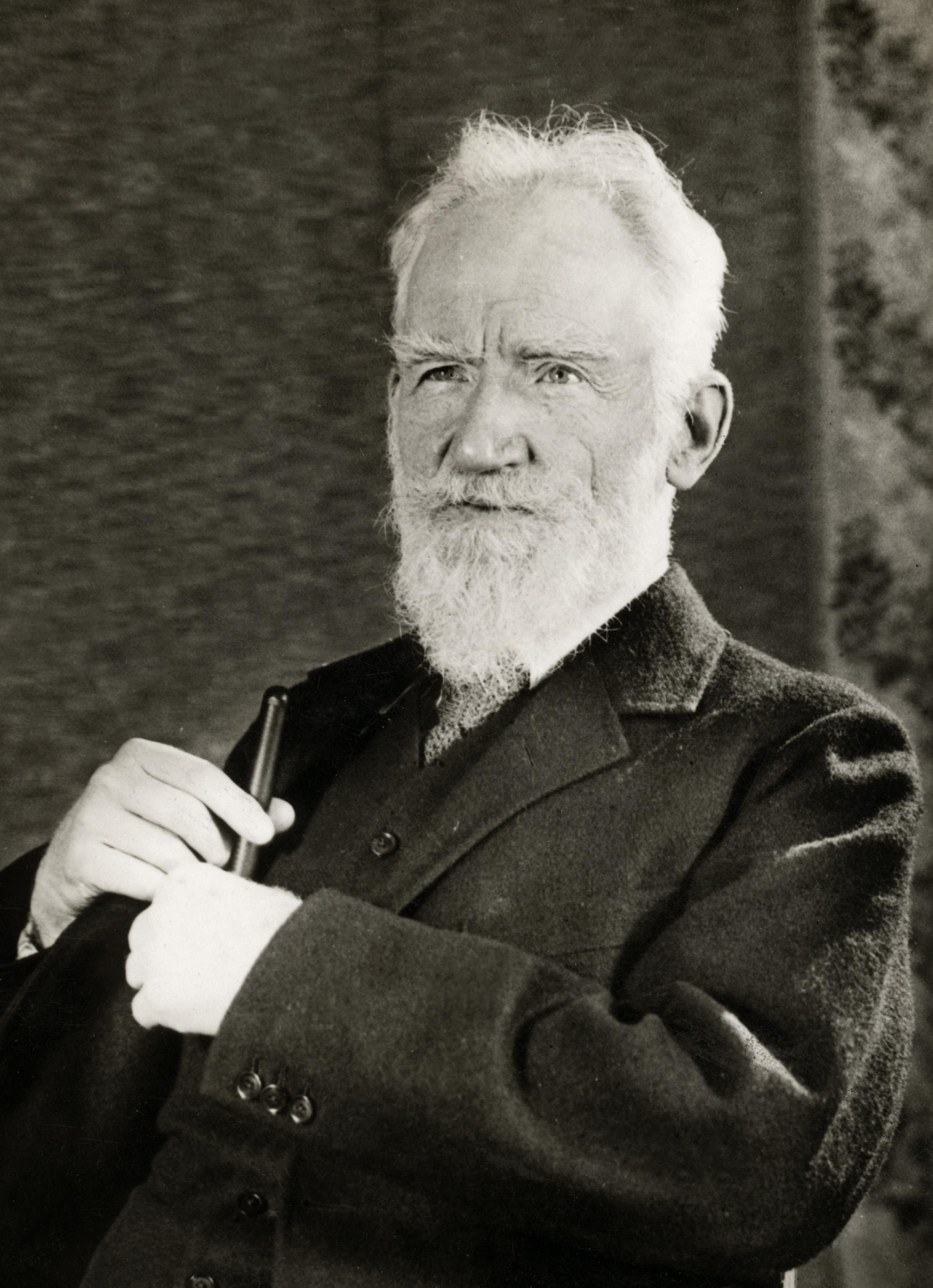
George Bernhard Shaw (1936), mit dem Groucho in Bezug auf Liebe und Ehe übereinstimmt.

Grouchos erste Ehe mit Ruth Johnson, die 1920 in Chicago geschlossen wurde – wobei erst der sechste Priester bereit war, diese (a) Mischehe unter (b) Schauspielern zu trauen – ist Anlass, über „die Liebe“ zu philosophieren. Groucho ist derselben Ansicht wie George Bernhard Shaw: „Wenn zwei Menschen unter dem Einfluß der heftigsten, unsinnigsten, trügerischsten und vergänglichsten Leidenschaft stehen, fordert man von ihnen den Schwur, fortwährend in diesem aufgepeitschten, anomalen und ermüdenden Zustand zu bleiben, bis der Tod sie scheidet.“ Groucho hält vor allem Erotik (d. h. Sex) – und an zweiter Stelle Einsamkeit – für den Hauptgrund, warum Paare zueinanderfinden. Er untermauert seine Behauptung mit der Beschreibung eines von ihm sorgfältig geplanten aber nicht von Erfolg gekrönten Rendezvous – zwischen zwei seiner Ehen – bei dem sowohl erhoffter Sex als auch akute Einsamkeit eine Rolle spielten.
22. Melinda and Me

  Melinda und ich (1961, 1995)
Groucho beschreibt Diskussionen mit seiner Teenagertochter Melinda (Tochter aus der Ehe mit Kay Marvis), die eine Party geben möchte. Nach der anfänglichen Zustimmung des Vaters schraubt Melinda in jedem Gespräch die Ansprüche an Essen, die Dekoration und die Musik immer höher – und der wohlmeinende Vater, der aber nach Melindas Wunsch nicht während der Party zugegen sein soll, willigt ein. Am Abend der Party – die jugendlichen Gäste toben herum und veranstalten einen unbeschreiblichen Radau – geht Groucho trotzdem in den Partyraum und mahnt zur Mäßigung. Melinda flüstert ihm zu: „Geh' in dein Zimmer, Pappi! Die Kinder nehmen es übel, wenn du hier bist.“ Seine Antwort: „Ich nehme es auch übel, dass sie hier sind…“ Als es dann nach einiger Zeit „verdächtig still“ im Partyraum wird, schaut Groucho erneut nach: Während die Mädchen in einer Ecke tanzen, spielen die Jungen ein Spiel, bei dem sie brennende Streichhölzer unter das Sofa schnipsen. Erneut hält Groucho eine mahnende Ansprache.
Als alle Gäste gegangen sind, bittet der reuige Vater die Tochter um Verzeihung. Diese ist aber begeistert vom Verlauf der Party – und auch seine Besuche im Raum seien Erfolge gewesen, denn „Sie kennen dich alle vom Fernsehen her und wissen, dass du immer nur Spaß machst“.
23. My Personal Decathlon

  Mein persönlicher Zehnkampf (1961, 1995)

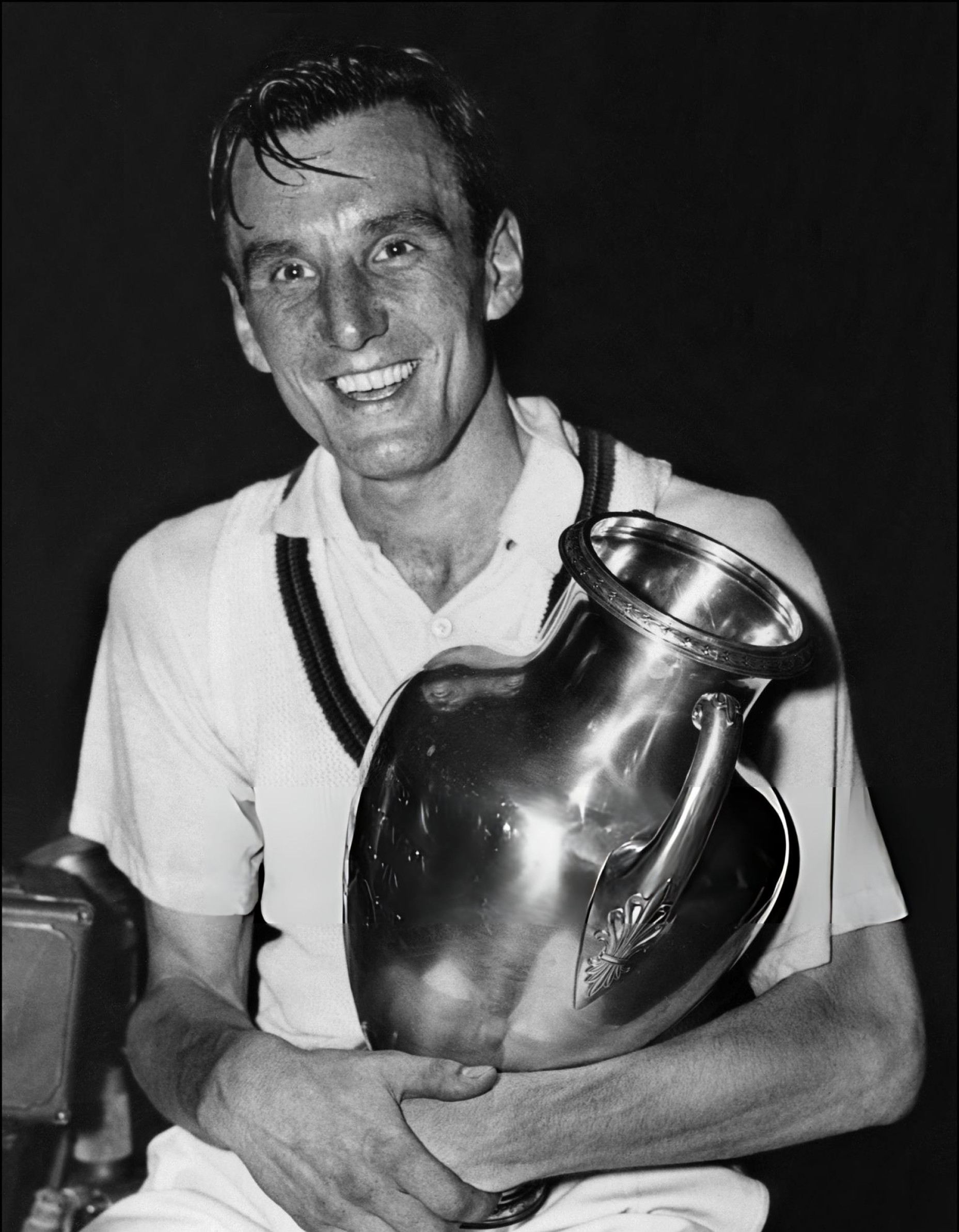
Mit Groucho an seiner Seite konnte selbst der Wimbledon-Sieger Fred Perry nicht gegen zwei 13-Jährige gewinnen.

Groucho gibt zu, dass er im Gegensatz zu seinen Kindern ein schlechter Sportler ist. Kraftsport war wegen seiner dünnen Gestalt nie möglich, richtig Schwimmen – Melinda und ihre Freunde und Freundinnen schwammen wie Fische im Pool der Familie Marx – lernte er erst mit 17 Jahren beim YMCA. Sein Sohn Arthur war mit 13 Jahren im Tennis so gut, dass er im Doppel mit einem gleichaltrigen Freund Groucho und Fred Perry (1909–1995) schlagen konnte: Die Jungen legten ihr Spiel so an, dass sie immer Groucho anspielten. Auch im Doppel gegen Groucho und den Golfer und Tennisspieler Ellsworth Vines (1911–1994) waren sie mit derselben Taktik erfolgreich. Grouchos letzter Tenniswettkampf war ein Doppel: Die Briten Charlie Chaplin und Fred Perry gegen die Amerikaner Groucho Marx und Ellsworth Vines. Während des Matches entschieden die beiden Komiker, sich auf den Tennisplatz zu setzen, während die Sportler den Kampf unter sich austrugen.
Auch im Golf erlangte Groucho keine Erfolge. Trotz 30 Jahren Übens, einem Bücherregal voller Golf-Lehrbücher und Schlägern aus Schottland und England fiel sein Handicap bei 18 Löchern nie unter 101. Einen Erfolg konnte er aber doch verbuchen: Auf dem Lincoln Park Municipal Course in San Francisco gelang ihm auf dem siebenten Grün ein Hole-in-one und zwei Zeitungen brachten am nächsten Tag sein Bild unter dem Titel Groucho Marx Joins the Immortals. Am folgenden Tag erklärte sich Groucho bereit, in Gegenwart von Kameras das siebte Grün erneut zu spielen: Das Einlochen gelang ihm mit 21 Schlägen.
24. Yo Heave Ho, and over the Rail

  Schiff ahoi! (1961); Hoch damit und hauruck über die Reling! (1995)
Groucho bereiste die Vereinigten Staaten in jeder Art Flugzeug, sobald er aber ein Schiff betrat, befiel ihn die Seekrankheit, oder wie er es ausdrückt, „trägt er einen Kampf mit Neptun aus.“ Er gibt Beispiele seines maritimen Leidenswegs, räumt aber ein, dass es einen ungenannten Freund noch schlimmer getroffen habe, der für 300.000 US$ eine Yacht kaufte und erst dann feststellte, dass er selber nicht seefest war – und diese Yacht nur verankert im Hafen genießen konnte.
25. Go Fish

  Petriheil (1961); Fisch, zieh Leine (1995)
Groucho vermutet, dass passionierte Angler dieselbe Motivation haben wie passionierte Golfspieler: Diese Männer wollen sich regelmäßig für längere Zeit Abstand von Weib und Kindern verschaffen. Obwohl auch Groucho an dieser Motivation Gefallen findet, ist Angeln nicht unbedingt sein Sport. Er beschreibt einen von seinem Bekannten „Delaney“ vorgeschlagenen und organisierten Angeltrip in die Wildnis, bei dem folgende Elemente bedeutende Rollen spielten: Ein alter, gemieteter Buick; kein Benzin im Tank; ein geplatzter Reifen; ein Petrijünger in der Gruppe, der ständig in Ohnmacht fiel; schweres Gepäck; ein fast undurchdringlicher Sumpf; hungrige deer-fly-Bremsen; ein stoischer indianischer Angelführer; unverdaubare, fette Würste (und die daraus folgenden Konsequenzen); nächtliche Eiseskälte und ein Bär. Man sei trotzdem zum Angeln gekommen, aber während der drei Tage habe keiner in der Gruppe auch nur einen einzigen Fisch gefangen.
26. Foot-in-Mouth Disease

  Die Fettnäpfchen-Seuche (1995)
Groucho zitiert insgesamt acht Situationen, in den er sehr schnell (d. h. zu schnell) einen seiner Meinung nach komischen Kommentar abgab, der aber von Anwesenden oder Betroffenen keinesfalls als „komisch“ gefunden wurde. Drei davon mögen als beispielhaft gelten:
- Nach einigen intellektuell sehr enttäuschend verlaufenen Abenden im „Delaney“-Club gab Groucho seinen Austritt telegrafisch bekannt mit den berühmt gewordenen Worten: „Please accept my resignation. I don’t want to belong to any club that will accept me as a member.“[33][34]
- Während eines Filmfestivals in Mexiko wurde den Schauspielern eröffnet, dass sie Präsident „Delaney“[35] am nächsten Tag um 16 Uhr persönlich begrüßen werde. Groucho ergriff das Mikrofon und fragte, welche Garantie man geben könne, dass der Präsident am nächsten Tag um 16 Uhr auch wirklich noch Präsident sein werde. Nach dieser Äußerung habe sich keiner der Anwesenden mehr mit ihm zeigen wollen und er habe bei den Banquets immer an einem separaten Tisch gesessen.
- Von den Paramount Studios zu einer Vorabpremiere von Samson und Delilah mit Victor Mature und Hedy Lamarr eingeladen und danach zu seiner Meinung über den Film befragt, stelle Groucho fest, dass „no picture can hold my interest where the leading man’s bust is larger than the leading lady’s.“[36] Es habe Jahre gedauert, ehe Paramount ihn erneut eingeladen habe.

27. What Price Pumpernickel?

  Was kostet Pumpernickel? (1961; 1995)
Groucho bekennt sich zu seinen stetigen Angstgefühlen, im Alter mittellos werden zu können. Ein Schlüsselerlebnis dabei war ein Drehtag bei A Day at the Races (1937), an dem ihm der Regisseur Sam Wood vertraulich mitteilte, dass 12 der 14 Statistinnen mittleren Alters in einer Sanatoriumsszene vor zehn Jahren noch Stars mit guten Gehältern gewesen seien. Noch am selben Tag schloss Groucho eine Altersversicherung ab, die ihm im Falle von Einkommensverlust ein Minimum von 80 US$ pro Woche garantieren würde.
Nach der Filmkarriere machten Groucho und Chico unterhaltsame Radioprogramme für Sponsoren wie Standard Oil, American Oil Company und Kellogg’s Cornflakes. Danach arbeitete Groucho allein, aber nur ein Jahr, für die „Delaney“-Brauerei (Pabst Brewing Company). Danach folgten guest shots, kurze Auftritte bei festlichen Anlässen von Firmen. Es sollte bis 1947 dauern, ehe Groucho die Chance für eine Radio- und Fernsehkarriere bekam.
28. You Bet My Life

  You Bet my Life (1995)
Nach einem 5-minütigen Radio-Spot mit Bob Hope (1903–2003) für die Walgreen Drug Company erhielt Groucho von dem Radio- und Fernsehproduzenten John Guedel (1913–2001) das Angebot, eine sehr spezielle, auf ihn zugeschnittene Quizshow zu machen, in der er sich mit den Kandidaten über deren Leben unterhalten und ihnen auch Quizfragen stellen sollte. You Bet Your Life lief von 1947 bis 1956 im Radio und wurde ab 1950 – und bis 1961 – auch im Fernsehen übertragen. Die Show war sehr populär, gewann 1948 den Peabody Award und wurde von 1952 bis 1956 durchgehend für den Emmy Award nominiert. Groucho erwähnt skurrile Begebenheiten mit einigen seiner etwa 2.500 Show-Kandidaten.
Er genoss Bekanntheit durch das neue Medium und schließt mit der Episode eines Ehepaares, das ihn in Chicago auf der Straße erkannte, und mehrfach umrundete. Schließlich sprach ihn die Frau an: „You’re him, aren’t you? You're Groucho?“, und ihn dann bat: „Please don’t die. Just keep on living.“

## Kommentar
“The only thing the man can’t do is sing, and that gave me an opening. But he can do everything else. I envy him this book, most of his wives and all of his talent.”

„Das Einzige, was dieser Mann nicht kann, ist singen, und das war meine Chance. Aber er kann alles andere. Ich beneide ihn um dieses Buch, um die meisten seiner Ehefrauen und um all' sein Talent.“

- Candace Bushnell: By the Book, New York Times, 18. Juni 2015: Candace Bushnell über Groucho and me

## Rezeption
Vom 4. Oktober 1959 bis zum 24. Januar 1960 war Groucho and me 17 Wochen in der Bestsellerliste der New York Times in der Sparte Non-Fiction vertreten. Die beste Notierung war Position 8 am 25. Oktober 1959.

## Buchreferenzen
Das Buch erschien sowohl in Englisch als auch in Deutsch in mehreren verschiedenen Ausgaben, die sich teilweise in Inhalt und Bebilderung unterscheiden. Zusätzlich erschien es in Baskisch (Groucho eta ni), Dänisch (Groucho og mig), Finnisch (Groucho ja minä: omaelämäkerta), Französisch (Mémoires capitales), Italienisch (Groucho e io) und Spanisch (Groucho y yo) – bei mehreren Verlagen.
Englische Ausgaben
- Groucho Marx: Groucho and Me
  - Victor Gollancz Ltd., London (1959)
  - Bernard Geis Associates (Vertrieb: Random House), New York (1959)
  - Dell Publishing,  New York (1959, 1960)
  - Arthaud, Paris (1962) (engl. Text)
  - Manor Books, New York (1973, 1974)
  - Simon & Schuster, New York (1989)
  - Random House, New York (1989)
  - Virgin Books, London (1994, 1995, 2002, 2009), ISBN 978-0-7535-1950-9.  Diese Ausgabe enthält 22 Schwarzweiß-Fotografien aus dem beruflichen und (vorwiegend) Privatleben von Groucho Marx.
  - Da Capo Press, Cambridge (MA) (1995, 2009)

Deutsche Ausgaben
- Groucho Marx: Schule des Lächelns, Übertragung der amerikanischen Autobiographie von Ursula von Wiese
  - Sanssouci Verlag AG Zürich (1961).  Im Vergleich mit der Ausgabe von 1959 enthält diese Ausgabe keine Fotografien; auch das Vorwort und die Widmung fehlen. Weiterhin wurde Kapitel 11 (A Homey Essay on Housemanship, Grouchos Ausführungen über Prostitution), auf vier Seiten Ein Abend im Club zusammengestrichen. Die Kapitel What Price Pumpernickel? und You Bet My Life sind in einem Kapitel (Was kostet Pumpernickel?) zusammengefasst. Das Kapitel Foot-in-Mouth Disease fehlt.
  - Fischer Taschenbuch Verlag, Frankfurt 1981 (1–10 Tausend), 1984 (11–25 Tausend), 1986 (26–28 Tausend), 1987 (29–31 Tausend), 1990 (32–33 Tausend), ISBN 3-596-23667-3

- Groucho Marx: Groucho und ich, Übertragung der amerikanischen Autobiographie von Sven Böttcher
  - btb Rogner & Bernhard, Hamburg (1995), ISBN 3-442-72227-6. Zusätzlich zur Widmung und allen Fotografien enthält diese Ausgabe ein sehr detailliertes Kein Nachwort, in dem auf 31 Seiten Erklärungen zu Wortspielen, Personen und Referenzen zu von Marx verballhornten Literaturtiteln etc. gegeben werden. Zusätzlich enthält das Buch eine dreiseitige Chronologie zum Leben von Groucho Marx.

- Groucho Marx: Groucho & Marx; zwei Autobiografien
  - Atrium-Verlag, Zürich (2010) 1. Aufl

## Erläuterungen und Einzelnachweise
1. ↑  Klappentext der engl. Ausgabe (deutsch etwa „von Lumpen zu Reichtümern“).
2. ↑  Im Original: „For What it's Worth This Book is Gratefully Dedicated to These Six Masters Without Whose Wise and Witty Words My Life Would have been Even Duller.“
3. ↑  Freie Übersetzung; im Original „… shows not only the funny side of trouble, but also the troublesome side of fun.“
4. ↑  Freie Übersetzung; im Original „is an important contribution to the history of show business and to the saga of American comedy and comedians, comics and comicality.“
5. 1 2 3 4  Anmerkungen von Sven Böttcher zu Groucho und ich, S. 348–378.
6. ↑  Vergleicht man von Groucho Marx angegebene Jahres- oder Altersangaben, so ist auch da eine gewisse künstlerische Freiheit anzunehmen – objektiv gesehen passt nicht immer alles exakt zusammen.
7. ↑  Im Originaltext wird die Schreibweise „Schoenberg“ verwendet.
8. ↑  Der Eintritt kostete nur 10 Cent.
9. ↑  Teile dieses Kapitel fehlen in der deutschsprachigen Ausgabe von 1961; nur der Abschnitt über Chaplin («Ein Abend im Club»') wird als Kurzkapitel gebracht.
10. ↑  Zu Beginn seiner Ausführungen vergleicht Groucho die Prostitution in Amerika um 1910/20 mit der aktuellen (1959) Situation und stellt eine Verschlechterung der Situation der Prostituierten und zunehmende Heuchelei in der Gesellschaft fest.
11. ↑  Symmetricals war die frühere Bezeichnung für unter der Kleidung getragene, an den entscheidenden Stellen aufgepolsterte Körperanzüge, die besonders von tanzenden Damen beim Theater getragen wurden.
12. ↑  Im Text betont Groucho zwei Mal, dass er auf diesen Diebstahl nicht stolz sei, dass aber ein Künstler es nur bis zu einem gewissen Grade ertragen könne, wenn ein anderer auf der Bühne mehr Erfolg habe als man selber.
13. ↑  In diesem Zusammenhang erwähnt Groucho zum wiederholten Male, wie sehr es üblich war, dass Varietékünstler zwischen und nach den Auftritten immer einen Knüppel bei sich trugen.
14. ↑  Groucho führt aus, dass üblicherweise die hübschen Choristinnen eine wichtige Rolle bei der Geldbeschaffung für Revuen gegenüber den Geldgebern spielten. Broadway-Revuen erforderten schon damals ein Startbudget zwischen 100.000 und 300.000 US$.
15. ↑  Statt großgewachsener Tänzerinnen entschieden sie sich für ponies; so wurden kleinere, energetischere Tänzerinnen genannt.
16. ↑  Groucho: „… sie tanzte, als ob sie die Beine ihres Grossvaters ausgeliehen hätte.“
17. ↑  Die Revue lief drei Jahre in verschiedenen Städten.
18. ↑  Der Grund für diese „Tortur“ war, dass keiner der von Berlin geschriebenen Cocoanut-Songs ein richtiger Hit wurde. Berlin soll sich – nach Grouchos Worten – dafür entschuldigt haben, weil er Harris den später berühmt gewordenen Song Always angeboten habe, dieser ihn aber als nicht passend empfunden hätte.
19. ↑  Ein Wortspiel: Nicht die Revue-Follies auf der Bühne sind gemeint, sondern die Verrücktheiten im Jahr des Börsenkrachs.
20. ↑  Etwa: „Marx, alles ist aus.“ Jig ist die Bezeichnung für eine Art lebhaften Volkstanz. The jig is up bedeute wörtlich „Der wilde Tanz ist vorbei.“
21. ↑  Die Anwesenheit der Ratten wurde begründet mit einem Abwasserkanal in der Nähe des Hauses.
22. ↑  Groucho beschreibt es als „Erdbeben in der Nacht“.
23. ↑  Groucho vergleicht das Hollywood der 1930er Jahre mit dem am Ende der 1950er Jahre und stellt fest, wie „brav und langweilig“ der Ort geworden sei.
24. ↑  Die Flugzeit lag damals wegen der Zwischenstopps bei etwa 17 Stunden.
25. ↑  Video: Marx Brothers At The Circus (Trapeze Finish)
26. ↑  In Love Happy spielte Groucho nur noch auf Bitte seiner Brüder eine Nebenrolle.
27. ↑  George Bernard Shaw: The Collected Works of George Bernard Shaw: Plays, Novels, Articles, Letters and Essays: Pygmalion, Mrs. Warren’s Profession, Candida, Arms and The Man, Man and Superman, Caesar and Cleopatra, Androcles And The Lion, The New York Times Articles on War, Memories of Oscar Wilde and more. e-artnow, 2015, ISBN 978-80-268-3390-1, S. 2577 (hier im Original zitiert) (englisch, google.com).
28. ↑  Weitere Episoden – wie Groucho auf dem Golfplatz auf Mobsters traf und wie Gummo mit zwei Schlägen ein Auto- und ein Zimmerfenster bersten ließ –  fehlen in der deutschen Ausgabe von 1961.
29. ↑  Deutsch: Groucho Marx gesellt sich zu den Unsterblichen.
30. ↑  Groucho selber identifiziert diesen „Delaney“ als den Drehbuchautor Irving Brecher.
31. ↑  Dieses Kapitel fehlt in der deutschsprachigen Ausgabe von 1961.
32. ↑  Die Überschrift des Kapitels ist ein Wortspiel: foot and mouth disease ist die englische Bezeichnung für Maul- und Klauenseuche; put one's foot in one's mouth bedeutet ‚etwas Peinliches oder Unpassendes sagen‘.
33. ↑  Frei übersetzt etwa: „Bitte akzeptieren sie meinen Austritt. Ich möchte keinem Club angehören, der solche Leute wie mich als Mitglied akzeptiert.“
34. ↑  Elizabeth Knowles: Oxford Dictionary of Modern Quotations. OUP Oxford, 2007, ISBN 978-0-19-920895-1, S. 216 (englisch, google.com).
35. ↑  Miguel Alemán Valdés (1900–1983), Präsident von Mexiko.
36. ↑  Frei übersetzt: „Kein Film kann lange mein Interesse fesseln, wenn der Brustumfang des Leading Man größer ist als der der Leading Lady.“
37. 1 2  Die Kapitel What Price Pumpernickel? und You Bet My Life sind in der Ausgabe von 1961 in dem Kapitel Was kostet Pumpernickel zusammengefasst.
38. ↑  Im Original: „…, the one thing that continually haunted me was the fear of being destitute in my old age.“
39. ↑  Der Kapitelbezug zu „Pumpernickel“ beruht auf den von Groucho beobachteten steigenden Pumpernickelpreisen, die für den Anstieg der Lebenshaltungskosten stehen.
40. ↑  New York Times Best Seller List 1959; abgerufen am 28. Juni 2017.
41. ↑  New York Times Best Seller List 1960; abgerufen am 28. Juni 2017.
42. ↑  WorldCat: Ausgaben von Groucho and Me